# Gilbert Chikli
Ne doit pas être confondu avec Albert Samama-Chikli.
Gilbert Chikli est un escroc franco-israélien. Il est notamment connu pour être à l'origine de l'arnaque dit « arnaque au faux président ». Selon un documentaire Netflix, entre 2006 et 2019, il aurait escroqué plus de 100 millions d'euros, par l'arnaque au faux président d'abord, puis l'arnaque au faux Le Drian, usurpant l'identité du ministre avec un masque en latex, par Skype. Ces escroqueries, particulièrement bien rodées, lui valent une condamnation à dix ans de prison, et 2 millions d'euros d'amende.

## Biographie

### Jeunesse et études
Né à Paris en 1965 dans une famille pauvre du quartier de Belleville, Gilbert Chikli fréquente le cours Florent après avoir été envoyé en pension dans la Drôme et quitte l'école à l'âge de 13 ans et fait des séjours en centre pour jeunes délinquants.

### Vie privée
A l'âge de 32 ans, il épouse une Française, avec qui il a deux fils. Quinze ans plus tard, à Ashdod, il épouse une Israélienne, de vingt ans sa cadette, avec qui il eut quatre filles. Par la suite en détention, il commencera une nouvelle relation, en ligne.

### Arnaques téléphoniques
Pendant 18 mois, entre 2005 et 2006, Gilbert Chikli se fait passer pour le PDG de grandes entreprises comme La Poste, les Galeries Lafayette, Disneyland Paris, les Pages jaunes ou encore la Caisse d’épargne auprès de cadres qui, sur sa demande par téléphone, lui remettent des centaines de milliers d’euros en liquide ou par virement, prétextant pour les convaincre de défendre la guerre contre le financement terroriste et au salarié d'obéir à la Direction générale de la Sécurité extérieure (DGSE, services secrets français) et dérobe près de 50 millions d’euros. Après l'enquête de la brigade des fraudes aux moyens de paiement (BFMP), la justice le condamne. En 2009, il s’enfuit en Israël, qui n’extrade pas ses ressortissants, en dépit d’un mandat international. En 2012, on tire à l'arme automatique sur la façade de sa maison. Cette arnaque a depuis fait des émules, avec des appels de faux PDG prétextant un contrôle fiscal imminent ou une offre publique d'achat (OPA) hostile pour se faire remettre de l'argent.

### Condamnation par contumace
Le 20 mai 2015, Gilbert Chikli est condamné par contumace par le tribunal correctionnel de Paris à sept ans de prison et un million d’euros d’amende pour avoir escroqué des entreprises telles qu'Accenture, Alstom, HSBC, la Banque postale, le Crédit lyonnais et Thomson Technicolor parmi 33 banques et sociétés entre 2005 et 2006, pour un préjudice total de 7,9 millions d'euros. Une somme de 52,6 millions ayant été bloquée in extremis. Il trompait les employés des entreprises en se faisant passer pour le président de la société puis pour un agent des services secrets. Il se faisait remettre des sommes importantes en invoquant notamment la lutte contre le blanchiment ou le terrorisme.

### Arrestation en Ukraine et extradition en France
Gilbert Chikli est arrêté le 18 août 2017 en Ukraine avec Anthony Lasarevitsch, considéré comme son principal complice dans son système d'escroquerie. Il enregistre en prison une vidéo invectivant la France : « J'emmerde la justice française, je vous baise et je ne viendrai pas ici. ». Libéré le 20 septembre 2017, sous le coup d'une procédure d'extradition vers la France, il est arrêté dans un restaurant de Kiev le lendemain soir. Fin novembre 2017, Chikli est extradé vers la France avec Lasarevitsch et incarcéré à son arrivée.

## Condamnations en France
Le 11 mars 2020, Gilbert Chikli est condamné à 11 ans de prison et à payer 44 millions et 10,6 millions d'euros de dommages et intérêts pour les principales victimes, tandis que son complice Anthony Lasarevitsch est condamné à une peine de sept ans de prison,. Le 9 septembre suivant, Chikli est condamné en appel à 10 ans de prison, la cour d'appel a aussi confirmé le montant des dommages et intérêts de 44 millions et 10,6 millions d'euros pour les principales victimes, y ajoutant 15 000 euros au titre des frais de justice,.

## Filmographie
- 2015 : Je compte sur vous, de Pascal Elbé, avec Vincent Elbaz.

- 2022 : Le Masque sur Netflix[17],[18]